# Casere (Laveno-Mombello)
Casere (Casér in dialetto varesotto) è una frazione montana del Comune di Laveno-Mombello, in Provincia di Varese.
Si trova a 758 m s.l.m. nella conca di Vararo, delimitata a sud dal Sasso del Ferro (1062 m s.l.m.) a nord dai Pizzoni di Laveno (1035 m s.l.m.) e dal monte La Tegia (1106 m),  ad est dal gruppo del Monte Nudo (1235 m s.l.m.), la cima calcarea più alta delle Prealpi Varesine.